# Пранг, Луи
Луи Пранг (англ. Louis Prang; 1824—1909) — американский художник (литограф) и издатель.
Его называют «отцом американской рождественской открытки».

## Биография
Родился 12 марта 1824 года в Пруссии, в силезском городе Бреслау. Его отец Йонас Луи Пранг был текстильным фабрикантом французского гугенотского происхождения; а мать — Розина Сильверман, была немкой.
Из-за проблем со здоровьем в детстве Луи не смог получить стандартное образование и стал учеником отца, изучая гравюру, крашение и печать на ситце. В начале 1840-х годов он путешествовал по Чехии, работая в области полиграфии и текстиля. После пребывания в Европе, в 1848 году он стал участвовать в революционной деятельности. Преследуемый прусским правительством, Луи Пранг отправился в Швейцарию, а в 1850 году эмигрировал в США.
Сначала Пранг занимался изданием архитектурных книг и изготовлением кожаных изделий. Эта работа не принесла ему успеха, и Луи начал делать гравюры на дереве для книжных иллюстраций. В 1851 году он работал с Фрэнком Лесли, художественным руководителем издания «Gleason's Pictorial Drawing-Room Companion», а затем с Джоном Эндрю из гравировальной компании John Andrew & Son. В 1851 году Луи Пранг женился на Розе Гербер, швейцарке, с которой познакомился в Париже в 1846 году.
В 1856 году Пранг со своим партнёром создал фирму Prang and Mayer по производству литографий, которая специализировалась на печати изображений зданий и городов Массачусетса. В 1860 году он выкупил долю своего партнера, став собственником компании с названием L. Prang & Company, и начал работу в области цветной рекламной продукции и деловых документов. Фирма стала довольно успешной и прославилась военными картами, распространёнными в газетах, и напечатанными во время Гражданской войны в США.
В 1864 году Пранг отправился в Европу, чтобы познакомиться с передовой немецкой литографией. Вернувшись в следующем году в США, он начал создавать высококачественные репродукции основных произведений искусства. Также он начал создавать серии популярных альбомных открыток с изображением природных сцен и патриотических символов. На Рождество 1873 года Луи Пранг начал создавать поздравительные открытки для Англии, а в 1874 году — продавать рождественские открытки в Америке. Луи Прангу приписывают создание первых коммерческих рождественских открыток в США и называют «отцом американской рождественской открытки» — к 1880-м годам его компания производила более пяти миллионов открыток в год, используя процесс хромолитографии, который позволял создавать тонкие реалистичные цвета и детали изображений. Пранг печатал очень яркие и красивые репродукции, на которых были изображены сценки из жизни, цветы, птицы, животные, природа и дети, используя художественный и тонкий подход для первого поколения американских рождественских открыток.
Пранг обратился к женщинам за помощью в поиске новых дизайнерских решений и выяснения популярных художественных пристрастий американцев. В 1870 году Пранг объявил о своём первом художественном конкурсе в журнале о правах женщин Revolution, предложив Ассоциации женского искусства объявить конкурс, выбрать и оценить представленные работы и вручить призы. Он покупал картины для открыток у женщин-художников, в том числе, у Розины Эммет и Фиделии Бриджес. Он нанял дизайнеров — Лиззи Баллок Хамфри и Олив Уитни. К 1881 году в L. Prang & Company работало более 100 женщин в качестве дизайнеров, художников, отделочников и декораторов.
Также Пранг был известен своими усилиями по улучшению художественного образования в США, он издавал учебные пособия и создал фонд для подготовки учителей по изобразительному искусству. Он внедрил художественное образование в американские государственные школы — изобрёл «метод обучения Пранга», издавал учебники по искусству и книги по рисованию, а также обучал учителей рисования. В школьной системе Бостона на протяжении многих лет использовался «метод Пранга» в преподавани изобразительного искусства. Несколько открыток Пранга представлены в Музее печати в Хаверхилле, штат Массачусетс в экспозиции «Красочный мир хромолитографии».
В июне 1886 года Пранг опубликовал серию гравюр под названием «Военные фотографии Пранга: факсимильные гравюры „Акварель“» (англ. «Prang’s War Pictures: Aquarelle Facsimile Prints»). В 1897 году его фирма L. Prang & Company объединилась с Taber Art Company из Нью-Бедфорда, штат Массачусетс, создав компанию Taber-Prang Company, которая переехала в Спрингфилд.
Умер от пневмонии 15 июня 1909 года в Лос-Анджелесе. Был похоронен на кладбище Forest Hills Cemetery and Crematory бостонского района Jamaica Plain.
С 1988 года торговая ассоциация Greeting Card Association, представляющая индустрию поздравительных открыток в США, ежегодно проводит церемонию награждения за лучшие поздравительные открытки года. Награда носит имя Луи Пранга. Самым успешным обладателем премии Louie Awards стала калифорнийская компания Meri Meri, которая в период с 1991 по 2005 год получила 81 награду, в том числе 13 в 2005 году.

Рождественские открытки Луи Пранга
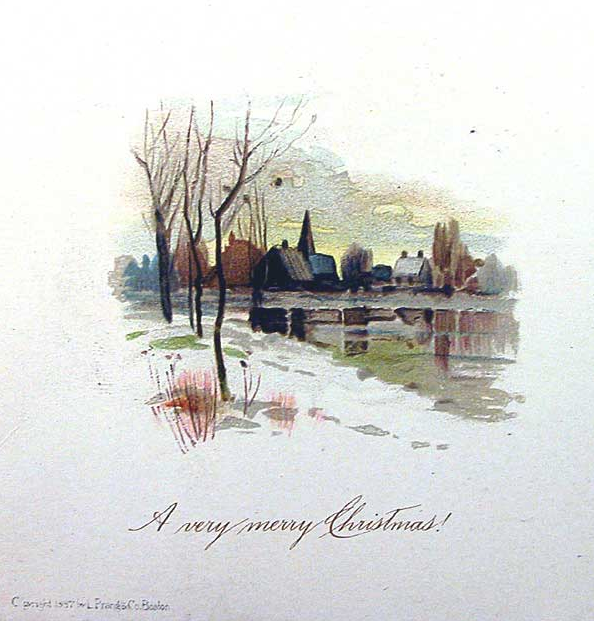
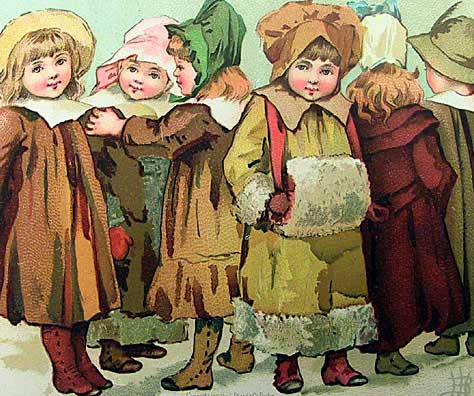
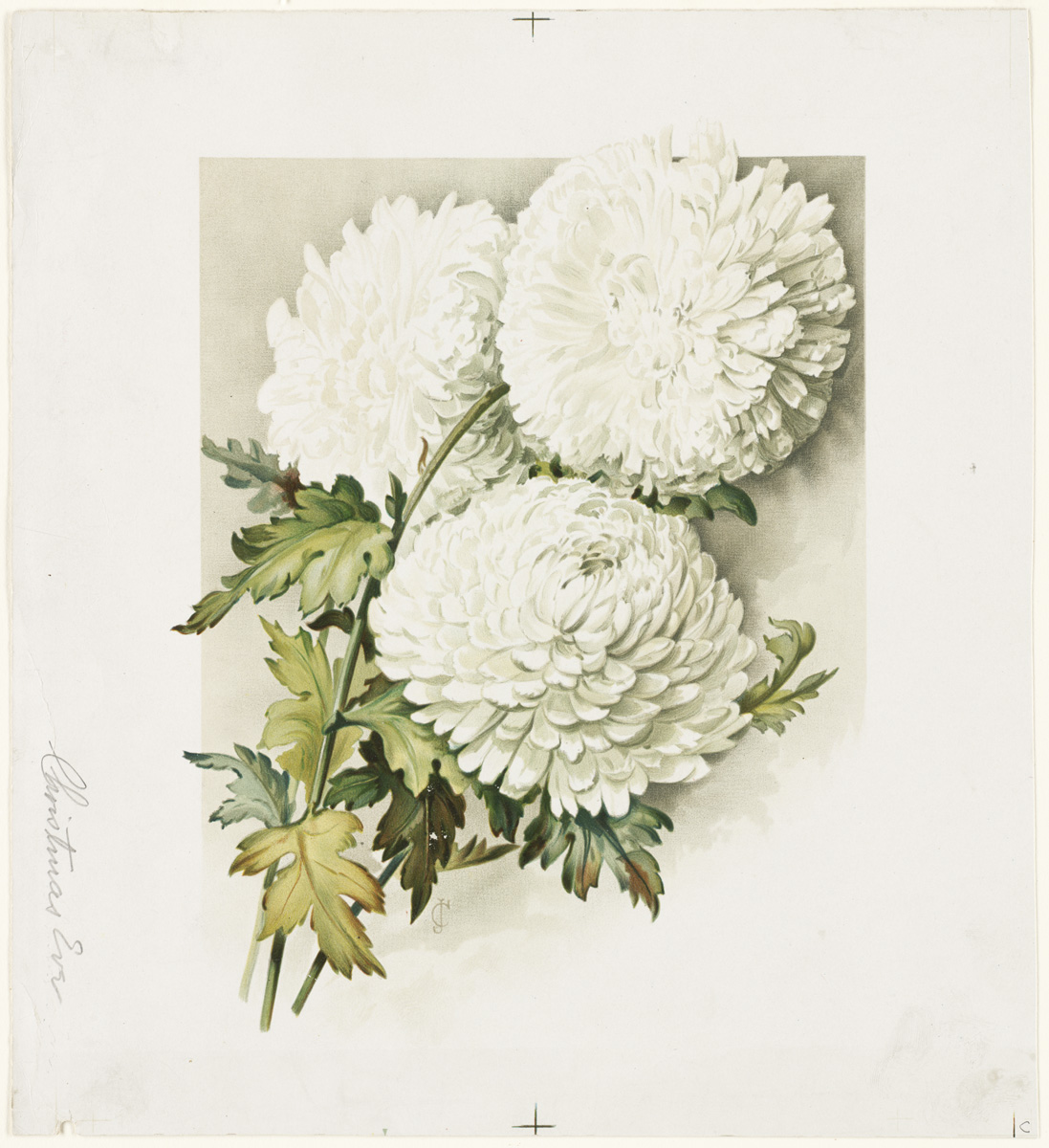